# Don Benito (pirata)
Benito Socarras Y Aguero, detto Don Benito (fl. 1725), è stato un pirata spagnolo e corsaro guarda costa attivo nei Caraibi.

## Biografia
Don Benito guidò la sua nave St. Francis de la Vega con un equipaggio di marinai spagnoli, francesi e inglesi. Condivise il comando della barca con il capitano Richard Holland, un irlandese che aveva navigato con la marina spagnola e come corsaro già nel 1718. Alcuni membri del suo equipaggio inglese avevano già precedentemente navigato con noti marinai come Edward England e Richard Taylor. Probabilmente erano marinai della East Indiaman Cassandra, nave che era stata rubata nell'Oceano Indiano dall'Inghilterra e poi ceduta a Taylor, che la consegnò agli spagnoli a Panama in cambio della grazia.
Sebbene avesse ricevuto un incarico dal governatore di Cuba, Don Benito navigò a spese del governo cubano non rispettando affatto i patti concordati e navigò fino ai promontori della Virginia. Lì, nel giugno 1724, attaccò la nave negriera John e Mary, nonché la Prudent Hannah e la Dolphin, prendendo tutte e tre le navi come premio. Saccheggiarono la John e la Mary dei suoi schiavi, del rum, dell'oro e di quasi tutte le sue provviste. Una volta avvistata la nave da guerra di quinta classe HMS Enterprise, misero tutti i loro prigionieri a bordo della John e Mary (una delle navi rubate) e la abbandonarono prima di fuggire. Poco dopo, alcuni marinai della barca si ribellarono a Don Benito, uccidendo quasi tutto l’equipaggio. Preso possesso dell’imbarcazione la navigarono verso New York dove tutti i corsari sopravvissuti alla ribellione dei marinai furono processati e impiccati, tranne uno che fu graziato.
Il Capitano spagnolo Benito Socarras Y Aguero è probabilmente lo stesso Capitano conosciuto come Don Benito. Ha navigato nei Caraibi con campo base a Santo Domingo. Benito Socarras Y Aguero fu attivo per oltre 30 anni, dalla guerra di re Guglielmo fino al 1725.